# 脱炭素先行地域
脱炭素先行地域（だつたんそせんこうちいき）とは、環境省が選定し地域の特性に合わせて脱炭素社会の実現に向けて先行的に実現をしていく地域。

## 解説
2030年までに民生部門の電気由来のCO2排出のカーボンニュートラルを実現する。
また、日本の2050年カーボンニュートラルに向けた削減ペースと整合する形で、運輸部門や熱利用を含むCO2以外の温室効果ガス排出の削減削減についても排出削減を行う。
2021年9月に地域脱炭素ロードマップが策定され、2030年までに100箇所の脱炭素先行地域を創出し、全国に伝播させることで、2050年を待たずして日本のカーボンニュートラルを達成することがうたわれている。
また、地域脱炭素移行・再エネ推進交付金を通じて脱炭素先行地域への支援が行われている。
第1回の選定では79地域の応募があり、26地域が選出された。2022年7月-8月にかけて第2回の募集が行われた。

## 地域脱炭素ロードマップ
2020-2025年の5年間を集中期間として積極支援を行い、地域毎の特性に応じた脱炭素の先行的な取組み事例の道筋を作り2030年までに、脱炭素・暮らしの質の向上・地域課題の解決を両立できる方向性を示すことを目指している。9割の市町村ではエネルギー代金は域外に流れる金額の方が多いのが現状だが、地場の豊富な再エネポテンシャルを活かすことで地域経済の活性化に貢献できるとしている。

## 参考
1. ↑  “環境省_脱炭素先行地域選定結果（第１回）について”. www.env.go.jp. 2022年6月7日閲覧。
2. ↑  “国・地方脱炭素実現会議（第３回）で『地域脱炭素ロードマップ』が決定！！”. 脱炭素ポータル｜環境省. 2022年6月7日閲覧。
3. ↑  “JUDGIT!”. judgit.net. 2022年6月7日閲覧。
4. ↑  “アマゾンも参加、環境省が選出「脱炭素先行」26地域のすべて｜ニュースイッチ by 日刊工業新聞社”. ニュースイッチ Newswitch. 2022年6月7日閲覧。
5. ↑  “第２回 脱炭素先行地域募集 - 脱炭素先行地域”. 脱炭素地域づくり支援サイト｜環境省. 2022年8月9日閲覧。
6. ↑  脱炭素先行地域づくりガイドブック (PDF)  - 環境省（2022年6月9日閲覧）